# 張之俊
張之俊（？—？），字山令，河南籍北直隸河间府真定縣人，明末清初政治人物。

## 生平
崇禎六年（1633年）癸酉科中式順天鄉試第四十二名舉人，崇禎十六年（1643年）癸未科會試第二百十名，三甲第二百二十七名進士，都察院觀政。

## 家族
曾祖張淮。祖父張愷。父張三餘。